# Tsubasa Endoh
Tsubasa Endoh (遠藤 翼, Endō Tsubasa) est un footballeur japonais né le 20 août 1993 à Tokyo. Il évolue au poste d'attaquant au Galaxy II de Los Angeles en USL Championship.

## Biographie
Après une carrière universitaire avec les Terrapins du Maryland, Endoh est repêché en neuvième position par le Toronto FC lors de la MLS SuperDraft 2016.
Lors de la saison 2016, il inscrit deux buts en MLS. Par la suite, lors de la saison 2019, il inscrit trois buts dans ce même championnat. Le 27 juin 2019, lors de la quatrième journée, il ouvre le score dès la 29e seconde de jeu face à Atlanta United, inscrivant ainsi le but le plus rapide de l'histoire du Toronto FC,.
En fin de contrat à l'issue de la saison 2021 de Major League Soccer, Endoh quitte le Toronto FC et s'engage deux mois plus tard à Melbourne City en A-League avec un contrat de six mois.

## Palmarès
Toronto FC
- Vainqueur du Championnat canadien en 2016, 2017 et 2018.